# Arkadij Sirenko
Arkadij Vasil'evič Sirenko (in russo Аркадий Васильевич Сире́нко?; Saratov, 27 ottobre 1946) è un regista sovietico.

## Filmografia parziale

### Regista
- Dvaždy roždёnnyj (1983)
- Sof'ja Petrovna (1989)